# Успенский (Большеболдинский район)
Успе́нский — посёлок сельского типа в Большеболдинском районе Нижегородской области. Относится к Большеболдинскому сельсовету, расположен в полукилометре к северу от районного центра.

## История и население
Посёлок возник в первой четверти XX века, между 1916 и 1925 годами.
В «Списке населённых мест Нижегородской губернии за 1916 год» посёлок еще не значится, но уже в «Алфавитном списке населённых пунктов Нижегородской губернии в границах на 1 января 1925» присутствует за №436 как относящийся к Апраксинскому сельсовету Черновской волости Сергачского уезда.
Динамика численности населения посёлка выглядит так:
| Год             | 1925 | 1989 | 2002 | 2010 |
| --------------- | ---- | ---- | ---- | ---- |
| Население, чел. | 76   | 54   | 56   | 50   |
| Мужчины         | ?    | 24   | 27   | 17   |
| Женщины         | ?    | 30   | 29   | 33   |

## Планировка
В планировке посёлок представляет собой единственную улицу, протянувшуюся с запада на восток, длина улицы — около 450 метров. Восточное окончание улицы переходит в асфальтированную дорогу к селу Знаменка.